# Guadalupe Ramírez Inclán
Guadalupe Ramírez Inclán, más conocida como Guadalupe I. Ramírez, fue la primera mujer delegada de Xochimilco y la segunda mujer en ocupar un puesto público (después de Tlazocihulpilli, en 1521). Nació en San Lucas Xochimanca (uno de los 14 pueblos pertenecientes a la Alcaldía de Xochimilco) Ciudad de México.
Su madre fue Guadalupe Inclán, su padre Ricardo Ramírez Mateos, su abuelo paterno fue Ignacio Ramírez “El Nigromante” y su hermana María Elena Ramírez Inclán.
Estudió la carrera de Maestra en Ciencias Domésticas en la Escuela de Artes y Oficios para Mujeres, también estudió las licenciaturas de Sociología y Filosofía en la Universidad Nacional Autónoma de México, en donde fue becada a la Universidad de los Ángeles California en donde se especializó en la organización del trabajo social, posteriormente la Universidad de Columbia le encomendó la creación de Escuelas Secundarias Urbanas, Semiurbanas y Rurales de México, en donde impartió clases.
Guadalupe I. Ramírez participó en la campaña de alfabetización de Xochimilco (1945), fue la precursora del certamen la Flor más Bella del Ejido y promovió la creación de escuelas secundarias.
Fue nombrada por el presidente de México Miguel Alemán, como Delegada de Xochimilco, cargo del que tomó posesión el 22 de febrero de 1947. Mismo en el que duró poco más de año y medio (20 meses) porque murió de manera repentina el 7 de octubre de 1948. Su gestión la concluyó su hermana, la ingeniera agrónoma María Elena Ramírez, quien dejó el cargo el 8 de octubre de 1948.
Sus restos reposan en el Panteón Civil de Dolores, en su memoria y como homenaje en Xochimilco llevan su nombre un Centro de Capacitación y una importante avenida.